# Радош Протич
Бранко Бакович (нар. 31 січня 1987, Сремська-Митровиця, СФРЮ) — сербський футболіст, захисник клубу «Младост» (Лучані).

## Клубна кар'єра
Радош Протич народився 31 січня 1987 році в місті Сремська Митровиця в Соціалістичній Федеративній Республіці Югославія. На батьківщині грав в командах «Рад», «Телеоптик», «Мачва» та «Ягодина». Між виступами у вище вказаних клубах виступав й у боснійському «Леотарі». Взимку 2012 року відправився в Україну, де спробував закріпитися в складі «Кривбасу», але Юрію Максимову не підійшов. Після цього пройшов з «Олександрією» збір у Туреччині, де справив хороше враження на Леоніда Буряка. З цією командою уклав контракт. Зіграв 5 матчів в українській Прем'єр-лізі, після чого ще сезон провів в першому дивізіоні. У 2013 році повернувся до Сербії, де продовжив кар'єру в клубі «Нові Пазар». З 2014 року захищав кольори «Сараєво».

## Досягнення
- Прем'єр-ліга Боснії і Герцоговини
  -  Чемпіон (1): 2014/15

- Перша ліга чемпіонату України
  -  Бронзовий призер (1): 2012/13